# 오지브웨이족

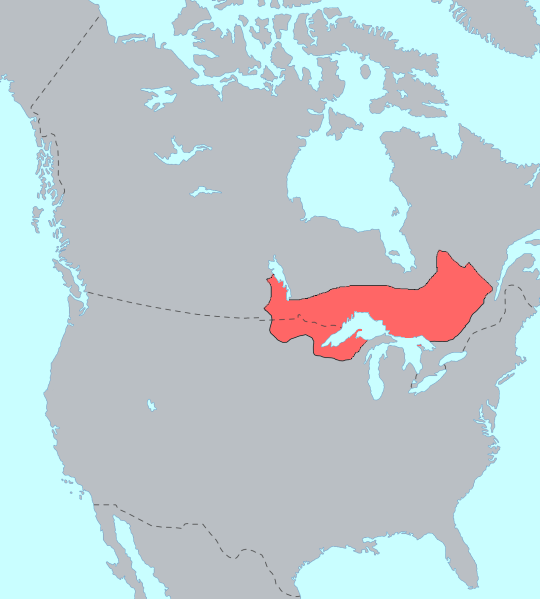
유럽인 이주 이전 오지브와족의 추정 분포

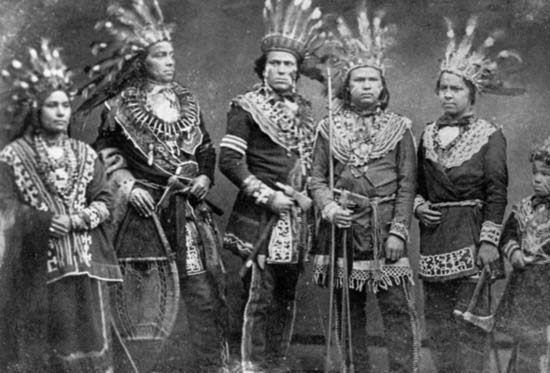
19세기의 5명의 오지브와족 추장의 모습

오지브웨족(Ojibwe, (/oʊˈdʒɪbweɪ/) 또는 오지브와족(Ojibwa, /oʊˈdʒɪbwə/)은 미국과 캐나다의 인디언 원주민 부족이다. 미국에서는 체로키족, 나바호족에 이어 세 번째이며, 북미 전체에서도 크릭족에 이어 네 번째로 큰 인구를 가지고 있다. 치페와족(Chippewa)으로도 알려져 있다. 10만명 정도가 미국의 미시간에서 위스콘신, 미네소타, 몬태나에 걸쳐 북부에 거주하고 있고, 76,000명 정도가 캐나다의 온타리오에서 브리티시 컬럼비아에 거주한다. 그러나 강제이주로 캔자스나 오클라호마로 떠난 원주민들도 소수 있다. ‘오지브와’는 ‘주름을 댄 모카신’이라는 의미이다. 모카신은 그들이 신는 신으로 윗부분에 다른 가죽으로 봉합하는 타입이었다.
그들 자신은 아니시나베(Anishinaabe)라고 자칭하고 이것은 ‘야생의 사람들’이라는 뜻이다. 다만 아니시나아베라는 표현은 오지브와족과 그 하위 부족인 솔토족(Saulteaux), 오지크리족(Oji-Cree)은 물론 인근의 근연 민족인 오다와족, 포타와토미족, 미시소가족, 니시핑족, 알곤킨족까지 포함하는 포괄적인 카테고리로 쓰이는 경우도 있다. 이들이 쓰는 오지브와어는 Anishinaabemowin이라고 자칭하며 알곤킨어파에 속하는 언어이다.

## 역사
다른 동북부 지역의 부족과 마찬가지로 백인 정착민들과의 충돌로 서부로 강제 이주당한 역사를 가지고 있다. 1730년대에는 슈피리어호 호반에 도달했으며, 이로쿼이족을 동쪽으로 몰아내고, 휴런호와 이리호 주변을 제압했다. 수족과는 그 후도 긴 세월에 걸쳐 적대하고 충돌한 유일한 부족이었다.

## 종교
그들은 기독교(가톨릭교회, 감리교 등)와 토속신앙을 믿는다.

## 언어
그들은 영어, 프랑스어, 또는 토착 언어인 오지브웨어를 사용한다.

## 같이 보기
- 오지브웨이어